# 亚历山德拉·佩里希奇
亚历山德拉·佩里希奇（2002年7月2日—），塞尔维亚女子跆拳道运动员，2022年欧洲跆拳道锦标赛女子67公斤级铜牌得主、2022年世界跆拳道锦标赛女子67公斤级银牌得主。